# Danh sách số UN từ 0101 đến 0200
Sau đây là danh sách số UN từ UN 0101 đến UN 0200.
| Số UN              | Lớp  | Tên chất vận chuyển |
| ------------------ | ---- | --- |
| UN 0101            | 1.3G | Cầu chì, không gây nổ tức thì hoặc nhanh |
| UN 0102            | 1.2D | Dây phát nổ hoặc cầu chì phát nổ kim loại dát |
| UN 0103            | 1.4G | Cầu chì, van kim loại hình ống |
| UN 0104            | 1.4D | Dây, phát nổ, nhẹ hiệu ứng hoặc cầu chì, nổ, kim loại nhẹ có mạ |
| UN 0105            | 1.4S | Cầu chì, an toàn |
| UN 0106            | 1.1B | Fuzes, detonating |
| UN 0107            | 1.2B | Fuzes, detonating |
| UN 0108 to UN 0109 | ?    | (Số UN không còn sử dụng nữa) |
| UN 0110            | 1.4S | Grenades, thực hành, tay hoặc súng trường |
| UN 0111 to UN 0112 | ?    | (Số UN không còn sử dụng nữa) |
| UN 0113            | 1.1A | Guanyl nitrosaminoguanylidene hydrazine, ướp với không ít hơn 30 phần trăm nước, theo khối lượng |
| UN 0114            | 1.1A | Nitrosaminoguanyltetrazene Guanyl, ướt hoặc Tetrazene, ướp với không dưới 30 phần trăm nước hoặc hỗn hợp cồn và nước, theo khối lượng |
| UN 0115 to UN 0117 | ?    | (Số UN không còn sử dụng nữa) |
| UN 0118            | 1.1D | Hexolite, hoặc Hexotol khô hoặc ướt với dưới 15 phần trăm nước, theo khối lượng |
| UN 0119 to UN 0120 | ?    | (Số UN không còn sử dụng nữa) |
| UN 0121            | 1.1G | Máy đánh lửa |
| UN 0122 to 0123    | ?    | (Số UN không còn sử dụng nữa) |
| UN 0124            | 1.1D | Máy bay phản lực, súng đục lỗ, nạp dầu tốt, không có chất nổ |
| UN 0125 to UN 0128 | ?    | (Số UN không còn sử dụng nữa) |
| UN 0129            | 1.1A | Chì azide, ướt với không ít hơn 20 phần trăm nước hoặc hỗn hợp cồn và nước, theo khối lượng |
| UN 0130            | 1.1A | Chì styphnat, ướt hoặc chì trinitroresorcinate, ướp với không dưới 20 phần trăm nước hoặc hỗn hợp cồn và nước, theo khối lượng |
| UN 0131            | 1.4S | Bật lửa, cầu chì |
| UN 0132            | 1.3C | Deflagrating muối kim loại của nitroderivatives thơm, n.o. |
| UN 0133            | 1.1D | Mannitol hexanitrate, ướt hoặc Nitromannite, ướp với không ít hơn 40 phần trăm nước, hoặc hỗn hợp của rượu và nước, theo khối lượng |
| UN 0134            | ?    | (Số UN không còn sử dụng nữa) |
| UN 0135            | 1.1A | Thủy ngân fulminate, ướp với không ít hơn 20 phần trăm nước, hoặc hỗn hợp của cồn và nước, theo khối lượng |
| UN 0136            | 1.1F | Mỏ khai thác mỏ |
| UN 0137            | 1.1D | Mỏ khai thác mỏ |
| UN 0138            | 1.2D | Mỏ khai thác mỏ |
| UN 0139 to UN 0142 | ?    | (Số UN không còn sử dụng nữa) |
| UN 0143            | 1.1D | Nitroglycerin, giảm độ nhạy cảm với chất lỏng không tan trong nước không giảm không dưới 40%, theo khối lượng |
| UN 0144            | 1.1D | Nitroglycerin, dung dịch trong rượu, có hơn 1% nhưng không quá 10% nitroglycerin |
| UN 0145            | ?    | (Số UN không còn sử dụng nữa) |
| UN 0146            | 1.1D | Nitrostarch, khô hoặc ướt với dưới 20 phần trăm nước, theo khối lượng |
| UN 0147            | 1.1D | Nitro Urê |
| UN 0148 to UN 0149 | ?    | (Số UN không còn sử dụng nữa) |
| UN 0150            | 1.1D | Pentaerythritit tetranitrat, ướt hoặc Pentaerythritol tetranitrat, ướt hoặc PETN, ướt không dưới 25 phần trăm nước, theo khối lượng, hoặc Tetranitrat Pentaerythrite, hoặc Pentaerythritol Tetranitrat, hoặc PETN, bị giảm nhạy cảm với không ít hơn 15% Phlicmatizer, theo khối lượng |
| UN 0151            | 1.1D | Pentolite, khô hoặc ướt với dưới 15% nước, theo khối lượng |
| UN 0152            | ?    | (Số UN không còn sử dụng nữa) |
| UN 0153            | 1.1D | Trinitroaniline hoặc Picramide |
| UN 0154            | 1.1D | Trinitrophenol hoặc axit Picric, khô hoặc ướt với dưới 30 phần trăm nước, theo khối lượng |
| UN 0155            | 1.1D | Trinitrochlorobenzene hoặc Picryl chloride |
| UN 0156 to UN 0157 | ?    | (Số UN không còn sử dụng nữa) |
| UN 0158            | ?    | (Số UN không còn sử dụng nữa) Muối kali của các chất dẫn xuất nitroaromatic (Số UN không còn sử dụng nữa) |
| UN 0159            | 1.3C | Bột bột, ướt hoặc bột dán, ướp với không ít hơn 25 phần trăm nước, theo khối lượng |
| UN 0160            | 1.1C | Bột, không khói |
| UN 0161            | 1.3C | Bột, không khói |
| UN 0162 to UN 0166 | ?    | (Số UN không còn sử dụng nữa) |
| UN 0167            | 1.1F | Tên lửa, với phí nổ |
| UN 0168            | 1.1D | Tên lửa, với phí nổ |
| UN 0169            | 1.2D | Tên lửa, với phí nổ |
| UN 0170            | ?    | (Số UN không còn sử dụng nữa) |
| UN 0171            | 1.2G | Đạn dược, chiếu sáng có hoặc không có gai, điện giật hoặc sạc |
| UN 0172            | ?    | (Số UN không còn sử dụng nữa) |
| UN 0173            | 1.4S | Giải phóng thiết bị, chất nổ |
| UN 0174            | 1.4S | Đinh tán, nổ |
| UN 0175 to UN 0179 | ?    | (Số UN không còn sử dụng nữa) |
| UN 0180            | 1.1F | Rocket, với phí nổ |
| UN 0181            | 1.1E | Rocket, với phí nổ |
| UN 0182            | 1.2E | Rocket, với phí nổ |
| UN 0183            | 1.3C | Rockets, với đầu trơ |
| UN 0184 to UN 0185 | ?    | (Số UN không còn sử dụng nữa) |
| UN 0186            | 1.3C | Động cơ tên lửa |
| UN 0187 to UN 0189 | ?    | (Số UN không còn sử dụng nữa) |
| UN 0190            | 1    | Các mẫu, chất nổ, trừ các chất nổ bắt đầu |
| UN 0191            | 1.4G | Thiết bị tín hiệu, tay |
| UN 0192            | 1.1G | Tín hiệu, đường ray, thuốc nổ |
| UN 0193            | 1.4S | Tín hiệu, đường ray, thuốc nổ |
| UN 0194            | 1.1G | Tín hiệu, tai nạn, tàu |
| UN 0195            | 1.3G | Tín hiệu, tai nạn, tàu |
| UN 0196            | 1.1G | Tín hiệu, khói |
| UN 0197            | 1.4G | Tín hiệu, khói |
| UN 0198 to UN 0200 | ?    | (Số UN không còn sử dụng nữa) |